# Tennis Masters Cup 2007
De Tennis Masters Cup in 2007 werd van 11 tot en met 18 november 2007 gespeeld in de Chinese stad Shanghai. Het officieuze wereldkampioenschap, dat door de ATP wordt georganiseerd, vindt voor de derde maal op rij in China plaats. De deelnemers werden bepaald aan de hand van de eindejaarsranglijst, die werd opgemaakt na het ATP-toernooi van Parijs.
De Zwitser Roger Federer is titelverdediger bij het enkelspel en Jonas Björkman en Maks Mirni zijn dat bij het dubbelspel.

## Enkelspel

### Deelnemers[1]
| #  | Rang | Speler            | Nationaliteit    | Prestatie    |
| -- | ---- | ----------------- | ---------------- | ------------ |
| 1. | 1    | Roger Federer     | Zwitserland      | Winnaar      |
| 2. | 2    | Rafael Nadal      | Spanje           | Halve finale |
| 3. | 3    | Novak Đoković     | Servië           | Round Robin  |
| 4. | 4    | Nikolaj Davydenko | Rusland          | Round Robin  |
| 5. | 5    | Andy Roddick      | Verenigde Staten | Halve finale |
| 6. | 6    | David Ferrer      | Spanje           | Runner-up    |
| 7. | 7    | Fernando González | Chili            | Round Robin  |
| 8. | 8    | Richard Gasquet   | Frankrijk        | Round Robin  |

### Groepen

#### Rode groep
- Uitslagen

| Speler 1        | Speler 2        | Uitslag       |
| --------------- | --------------- | ------------- |
| Rafael Nadal    | Richard Gasquet | 3-6, 6-3, 6-4 |
| David Ferrer    | Novak Đoković   | 6-4, 6-4      |
| David Ferrer    | Rafael Nadal    | 4-6, 6-4, 6-3 |
| Richard Gasquet | Novak Đoković   | 6-4, 6-2      |
| Rafael Nadal    | Novak Đoković   | 6-4, 6-4      |
| David Ferrer    | Richard Gasquet | 6-1, 6-1      |

- Klassement

| #  | Rang | Speler          | Wedstrijd W - V | Sets W - V | Games W - V |
| -- | ---- | --------------- | --------------- | ---------- | ----------- |
| 1. | 6.   | David Ferrer    | 3-0             | 6-1        | 40-23       |
| 2. | 2.   | Rafael Nadal    | 2-1             | 5-3        | 40-37       |
| 3. | 8.   | Richard Gasquet | 1-3             | 3-4        | 27-33       |
| 4. | 3.   | Novak Đoković   | 0-3             | 0-6        | 24-36       |

#### Gouden groep
- Uitslagen

| Speler 1          | Speler 2          | Uitslag       |
| ----------------- | ----------------- | ------------- |
| Fernando González | Roger Federer     | 3-6, 7-6, 7-5 |
| Andy Roddick      | Nikolaj Davydenko | 6-3, 4-6, 6-2 |
| Roger Federer     | Nikolaj Davydenko | 6-4, 6-3      |
| Andy Roddick      | Fernando González | 6-1, 6-4      |
| Nikolaj Davydenko | Fernando González | 6-4, 6-3      |
| Roger Federer     | Andy Roddick      | 6-4, 6-2      |

- Klassement

| #  | Rang | Speler            | Wedstrijd W - V | Sets W - V | Games W - V |
| -- | ---- | ----------------- | --------------- | ---------- | ----------- |
| 1. | 1    | Roger Federer     | 2-1             | 5-2        | 41 -30      |
| 2. | 5    | Andy Roddick      | 2-1             | 4-3        | 34-28       |
| 3. | 4    | Nikolaj Davydenko | 1-2             | 3-4        | 30-35       |
| 4. | 7    | Fernando González | 1-2             | 2-5        | 29-44       |

### Halve finales
| Speler 1          |   | Speler 2         | Score    |
| ----------------- | - | ---------------- | -------- |
| Roger Federer SUI | - | Rafael Nadal ESP | 6-4, 6-1 |
| David Ferrer ESP  |   | Andy Roddick USA | 6-1, 6-3 |

### Finale
| Speler 1          |   | Speler 2         | Score         |
| ----------------- | - | ---------------- | ------------- |
| Roger Federer SUI | - | David Ferrer ESP | 6-2, 6-3, 6-2 |

## Dubbelspel

### Deelnemers[2]
| #  | Rang | Spelers                         | Nationaliteit        | Prestatie    |
| -- | ---- | ------------------------------- | -------------------- | ------------ |
| 1. | 2    | Mark Knowles / Daniel Nestor    | Bahama's / Canada    | Winnaars     |
| 2. | 3    | Paul Hanley / Kevin Ullyett     | Australië / Zimbabwe | Halve finale |
| 3. | 4    | Simon Aspelin / Julian Knowle   | Zweden / Oostenrijk  | Runners-up   |
| 4. | 5    | Martin Damm / Leander Paes      | Tsjechië / India     | Halve finale |
| 5. | 6    | Lukáš Dlouhý / Pavel Vízner     | Tsjechië             | Round Robin  |
| 6. | 7    | Jonas Björkman / Maks Mirni     | Zweden / Wit-Rusland | Round Robin  |
| 7. | 8    | Arnaud Clément / Michaël Llodra | Frankrijk            | Round Robin  |
| 8. | 10   | Jonathan Erlich / Andy Ram      | Israël               | Round Robin  |